# Jewgienij Warłamow (piłkarz)
Jewgienij Władimirowicz Warłamow (ros. Евгений Владимирович Варламов, ur. 25 lipca 1975 w Kazaniu) – piłkarz rosyjski grający na pozycji środkowego obrońcy. W swojej karierze rozegrał 10 meczów reprezentacji Rosji, w których strzelił 1 gola.

## Kariera klubowa
Swoją karierę piłkarską Warłamow rozpoczął w klubie Ideł Kazań. W 1992 roku grał w nim w Drugiej Dywizji. Jeszcze w tym samym roku odszedł do KAMAZu Nabierieżnyje Czełny. Na koniec roku awansował z nim z Pierwszej Dywizji do Priemjer-Ligi. W zespole KAMAZu występował do końca 1997 roku.
Na początku 1998 roku Warłamow zmienił klub i przeszedł do CSKA Moskwa. W latach 1998 i 2002 wywalczył z CSKA wicemistrzostwo Rosji. W 2002 roku zdobył też Puchar Rosji.
W 2003 roku Warłamow odszedł z CSKA do Czernomorca Noworosyjsk. W 2004 roku grał w Kubaniu Krasnodar, a cały rok 2005 spędził w ukraińskim Metaliście Charków. W 2006 roku ponowne występował w KAMAZie, a następnie odszedł do Tereka Grozny. W 2007 roku zakończył swoją karierę.
| Sezon   | Klub                       | Kraj    | Rozgrywki        | Mecze | Bramki |
| ------- | -------------------------- | ------- | ---------------- | ----- | ------ |
| 1992    | Ideł Kazań                 | Rosja   | Wtoroj diwizion  | 23    | 2      |
| 1992    | KAMAZ Nabierieżnyje Czełny | Rosja   | Pierwyj diwizion | 3     | 0      |
| 1993    | KAMAZ Nabierieżnyje Czełny | Rosja   | Priemjer-Liga    | 7     | 0      |
| 1994    | KAMAZ Nabierieżnyje Czełny | Rosja   | Priemjer-Liga    | 27    | 1      |
| 1995    | KAMAZ Nabierieżnyje Czełny | Rosja   | Priemjer-Liga    | 31    | 1      |
| 1996    | KAMAZ Nabierieżnyje Czełny | Rosja   | Priemjer-Liga    | 36    | 5      |
| 1997    | KAMAZ Nabierieżnyje Czełny | Rosja   | Priemjer-Liga    | 32    | 6      |
| 1998    | CSKA Moskwa                | Rosja   | Priemjer-Liga    | 30    | 1      |
| 1999    | CSKA Moskwa                | Rosja   | Priemjer-Liga    | 21    | 5      |
| 2000    | CSKA Moskwa                | Rosja   | Priemjer-Liga    | 27    | 2      |
| 2001    | CSKA Moskwa                | Rosja   | Priemjer-Liga    | 3     | 0      |
| 2002    | CSKA Moskwa                | Rosja   | Priemjer-Liga    | 3     | 0      |
| 2003    | Czernomoriec Noworosyjsk   | Rosja   | Priemjer-Liga    | 29    | 3      |
| 2004    | Kubań Krasnodar            | Rosja   | Priemjer-Liga    | 2     | 0      |
| 2004/05 | Metalist Charków           | Ukraina | Wyszcza Liha     | 15    | 0      |
| 2005/06 | Metalist Charków           | Ukraina | Wyszcza Liha     | 8     | 1      |
| 2006    | KAMAZ Nabierieżnyje Czełny | Rosja   | Pierwyj diwizion | 15    | 2      |
| 2006    | Terek Grozny               | Rosja   | Pierwyj diwizion | 18    | 2      |
| 2007    | Terek Grozny               | Rosja   | Pierwyj diwizion | 27    | 3      |

## Kariera reprezentacyjna
W reprezentacji Rosji Warłamow zadebiutował 27 maja 1998 roku w przegranym 1:3 towarzyskim meczu z Polską. W swojej karierze grał w eliminacjach do Euro 2000. Od 1998 do 1999 roku rozegrał w kadrze Rosji 10 meczów i zdobył w nich 1 bramkę.
| Mecze i gole w reprezentacji | Mecze i gole w reprezentacji | Mecze i gole w reprezentacji | Mecze i gole w reprezentacji | Mecze i gole w reprezentacji | Mecze i gole w reprezentacji | Mecze i gole w reprezentacji |
| #                            | Data                         | Stadion                      | Rywal                        | Wynik                        | Gol                          | Rozgrywki                    |
| 1998                         | 1998                         | 1998                         | 1998                         | 1998                         | 1998                         | 1998                         |
| ---------------------------- | ---------------------------- | ---------------------------- | ---------------------------- | ---------------------------- | ---------------------------- | ---------------------------- |
| 1.                           | 27.05.1998                   | Chorzów, Polska              | Polska                       | 1:3                          | 0                            | towarzyski                   |
| 2.                           | 30.05.1998                   | Tbilisi, Gruzja              | Gruzja                       | 1:1                          | 0                            | towarzyski                   |
| 3.                           | 05.09.1998                   | Kijów, Ukraina               | Ukraina                      | 2:3                          | 1                            | el. ME 2000                  |
| 4.                           | 23.09.1998                   | Grenada, Hiszpania           | Hiszpania                    | 0:1                          | 0                            | towarzyski                   |
| 5.                           | 10.10.1998                   | Moskwa, Rosja                | Francja                      | 2:3                          | 0                            | el. ME 2000                  |
| 6.                           | 14.10.1998                   | Reykjavík, Islandia          | Islandia                     | 0:1                          | 0                            | el. ME 2000                  |
| 7.                           | 18.11.1998                   | Fortaleza, Brazylia          | Brazylia                     | 1:5                          | 0                            | towarzyski                   |
| 1999                         |                              |                              |                              |                              |                              |                              |
| 8.                           | 19.05.1999                   | Tuła, Rosja                  | Białoruś                     | 1:1                          | 0                            | towarzyski                   |
| 9.                           | 05.06.1999                   | Moskwa, Rosja                | Islandia                     | 1:0                          | 0                            | el. ME 2000                  |